# Tobias Beck
Tobias Beck (* 14. Januar 1974 in Dieburg) ist ein deutscher Tischtennisspieler und -trainer. Er arbeitete ein Jahr lang als Damen-Bundestrainer.

## Spieler
Tobias Beck begann 1978 mit dem Tischtennissport beim TV Münster 1898 e.V., wo bereits sein Vater Rainer aktiver Tischtennisspieler war. Später spielte er mit mehreren Vereinen in der Zweiten Bundesliga. Von Münster ging er zur Oberligamannschaft der FTG Frankfurt, mit der er in die 2. BL aufstieg. 1992 wechselte er zu TV Müller Gönnern (damals 2. BL), 1997 zum ESV Jahn Kassel (2. BL), 1998 zu TG 05 Nieder-Roden (Regionalliga), 2001 zu SG Weiterstadt (Regionalliga), 2003 zu SV Darmstadt 98 (Oberliga) und 2005 zu TG Obertshausen (Regionalliga). Von 2006 bis 2018 war Tobias Beck Spieler und Trainer beim hessischen Verein DJK Blau-Weiß Münster. Nach einer Saison als Regionalligaspieler beim TTC Seligenstadt (2018/2019) wechselte er zur Eintracht Frankfurt.

## Trainer
1996 begann Beck als Trainer zu arbeiten. Er wirkte bei verschiedenen Vereinen vorwiegend im Nachwuchsbereich. Von August 1997 bis Juli 2004 war er zudem für den Hessischen Tischtennis-Verband HTTV tätig. Von Juli 2000 bis Juni 2004 war er Co-Trainer der Bundesligamannschaft des TTV RE-BAU Gönnern, mit der er 2001 und 2002 Deutscher Vizemeister und 2001 Deutscher Pokalsieger wurde.
Für den Deutschen Tischtennis-Bund DTTB arbeitete er seit September 2003 als Honorartrainer. Im August 2004 löste er Richard Prause, der von da an die Herren trainierte, als Bundestrainer für den Damenbereich ab. Er betreute das Damenteam bei der Europameisterschaft 2005 und bei der Weltmeisterschaft 2005. Im August 2005 löste er den Vertrag mit dem DTTB aus familiären Gründen vorzeitig auf. Sein Nachfolger wurde Jörg Bitzigeio. Im Anschluss war Tobias Beck als Trainer beim hessischen Verein DJK Blau-Weiß Münster tätig. Seit 2017 ist er hauptamtlicher Verbandstrainer im Hessischen Tischtennis Verband und übernimmt derzeit die Bundes-/Landesstützpunktleitung Frankfurt am Main. Im November 2020 verpflichtete ihn der Bundesligist TTC OE Bad Homburg als Trainer bis zum Saisonende.

## Privates
Beck ist verheiratet und hat drei Söhne und eine Tochter.